# 钱松
钱松（1807年—1860年），字叔盖，号耐青，晚号西郭外史（一作西郊外史）。浙江钱塘人。清朝中晚期画家、书法家、篆刻家、古琴演奏家。

## 生平
精工于篆刻，擅长书写篆书隶书，精于铁笔。并善于浙派古琴。也是一位收藏家，并收藏的碑帖上作题跋。其画笔近似于唐代画僧贯道，擅长设色山水，并在山水画中融入篆刻笔意。并且擅长绘画梅竹。
钱松是继“西泠前四家”（丁敬、蒋仁、黄易、奚冈）之后，又一位浙派篆刻艺术之巨擘，并被列入“西泠后四家”（陈豫钟、陈鸿寿、赵之琛、钱松），此前后四家以“西泠八家”名于世。